# Turtur abyssinicus
La paloma saheliana o palomita saheliana (Turtur abyssinicus) es una especie de ave columbiforme perteneciente a la familia Columbidae que se extiende través de África al sur del desierto de Sáhara.

## Descripción
Es una paloma de tamaño pequeño, midiendo aproximadamente 20 cm de largo. La espalda, cuello, alas y cola son color marrón grisáceo pálido, sus alas poseen manchas oscuras y tiene dos franjas oscuras en su espalda. La frente y nuca son gris azulado que se torna blanco a medida que se acerca al rostro y tiene el pico de color negro. La zona inferior es rosa, tornándose blanco en el vientre. Los jóvenes son similares a los adultos, pero los primeros son de un tono más oscuro y sin manchas en las alas.

## Distribución
Esta especie es abundante en el desierto, matorrales y en la sabana.

## Comportamiento y reproducción
Su vuelo es rápido, con batidos regulares y con un movimiento especial de las alas que le permite volar a baja altura. Se alimentan de pastos y semillas y suelen pasar la mayor parte del tiempo en el suelo. No suelen ser animales gregarios, pero se reúnen en grandes cantidades cerca de pozas de agua.
Construye nidos en los árboles, a menudo en acacias, y pone 2 huevos de un tono crema. 